# PGC 2589612
LEDA/PGC 2589612 ist eine Galaxie im Sternbild Drache am Nordsternhimmel. Sie ist schätzungsweise 698 Millionen Lichtjahre von der Milchstraße entfernt und hat einen Durchmesser von etwa 30.000 Lichtjahren.
Im selben Himmelsareal befinden sich unter anderem die Galaxien NGC 5667, PGC 52081, PGC 52184, PGC 2589926.